# Russische und sowjetische Kriegsgräberstätten im Kreis Plön
Im Kreis Plön gibt es in 8 Orten russische und sowjetische Kriegsgräberstätten aus beiden Weltkriegen. Diese Gräber liegen sehr oft am äußersten Rand eines Friedhofs und sind schwer zu finden. Das Gräbergesetz in Deutschland garantiert die Unverletzlichkeit dieser Gräber. Deshalb sind sie manchmal auch als Einzelgrabanlage auf ansonsten abgeräumten Gräberfeldern zu finden. Die Kosten für die Grabpflege übernimmt die Bundesrepublik.

## Liste
| Bild | Ort          | Lage Anm. 1                   | Adresse                                                                | Weblink Anm. 2                                                                                            |
| ---- | ------------ | ----------------------------- | ---------------------------------------------------------------------- | --- |
|      | Lütjenburg   | Koordinaten fehlen! Hilf mit. | Mensingstraße Gemeindefriedhof (Kriegsgräberstätte 1. Weltkrieg)       | Grabstätte für drei russische Kriegsgefangene des Ersten Weltkriegs.                                      |
|      | Lütjenburg   | Koordinaten fehlen! Hilf mit. | Mensingstraße Gemeindefriedhof (Grabanlage)                            | Grabstätte für sechs sowjetische Opfer des Zweiten Weltkriegs.                                            |
|      | Heikendorf   | Koordinaten fehlen! Hilf mit. | Am Herrkamp Friedhof (Grabanlage)                                      | Grabstätte für elf sowjetische Zwangsarbeiter.                                                            |
|      | Kirchbarkau  | Koordinaten fehlen! Hilf mit. | Kirchenstraße Gemeindefriedhof (Grabanlage)                            | Grab eines sowjetischen Opfers des Zweiten Weltkriegs.                                                    |
|      | Kirchnüchel  | Koordinaten fehlen! Hilf mit. | Kirchnüchel Gemeindefriedhof (Grabanlage)                              | Grab eines sowjetischen Opfers des Zweiten Weltkriegs.                                                    |
|      | Plön         | Koordinaten fehlen! Hilf mit. | Eutiner Straße Alter Friedhof (Grabanlage)                             | Grabstätte für vier sowjetische Kriegsgefangene und Zwangsarbeiter.                                       |
|      | Preetz       | Koordinaten fehlen! Hilf mit. | Friedhofsdamm Evangelischer Friedhof (Kriegsgräberstätte 1. Weltkrieg) | Grabstätte für sieben russische Kriegsgefangene des Ersten Weltkriegs.                                    |
|      | Preetz       | Koordinaten fehlen! Hilf mit. | Friedhofsdamm Evangelischer Friedhof (Grabanlage)                      | Grabstätte für acht sowjetische Opfer des Zweiten Weltkriegs.                                             |
|      | Schönberg    | Koordinaten fehlen! Hilf mit. | Friedhofsweg Alter Friedhof (Grabanlage)                               | Grabstätte für sechs osteuropäische Zwangsarbeiter, von denen mindestens vier sowjetischer Herkunft sind. |
|      | Schönkirchen | Koordinaten fehlen! Hilf mit. | Holzkatenweg Evangelischer Friedhof (Grabanlage)                       | Grab eines sowjetischen Opfers des Zweiten Weltkriegs.                                                    |